# Silvestr Vilímec
Silvestr Vilímec (* 29. června 1942 Praha) je československý basketbalista, čtyřnásobný medailista v československé lize basketbalu.
V československé basketbalové lize odehrál celkem 12 sezón (1961–1973). Hrál za kluby Spartak Sokolovo / Sparta Praha (8 sezón), Tesla Žižkov (3 sezóny), Dukla Mariánské Lázně (1 sezóna), Dukla Olomouc (1 sezóna) a Tatran Praha (1 sezóna). Se Spartou Praha získal 4 bronzové medaile za třetí místa (1966 až 1969). V československé basketbalové lize po roce 1962 (zavedení podrobných statistik zápasů) zaznamenal 2089 bodů. 

## Hráčská kariéra

### kluby
- 1961–1962 Dukla Mariánské Lázně 10. místo (1962)
- 1962–1963 Dukla Olomouc 8. místo (1963)
- 1963–1966 Spartak Tesla Žižkov 6. místo (1964), 8. místo (1965)
- 1966–1973 Sparta Praha: 4x 3. místo (1966, 1967, 1968, 1969), 2x 4. místo (1971, 1972), 7. místo (1970)
- 1973 Tatran SZ Praha 12. místo (1973)
  - Československá basketbalová liga celkem 12 sezón (1961–1973), 2089 bodů a umístění:
  - 4x 3. místo: (1966, 1967, 1968, 1969), 2x 4. místo (1971, 1972, 6. místo (1964)